# EMBASE
EMBASE és una base de dades bibliogràfica de ciències de la salut amb més de 23 milions de registres d'articles i conferències indexades a més de 7.500 revistes científiques internacionals. Conté el tesaure de consulta EMTREE per la recuperació de la informació. El mes de setembre de 2014 s'ha modificat la interfície de consulta. Els resultats de les cerques es poden limitar amb l'ús de filtres. Produïda a Holanda per l'editorial Elsevier.